# Shirt Tales - Los rescatadores
Los Rescatadores son unos personajes que la diseñadora de tarjetas de felicitación Janet Elizabeth Manco creó en 1980 y que aparecían en las tarjetas de felicitación de  Hallmark Cards. Los personajes se adaptaron para una serie de dibujos animados de televisión de Hanna-Barbera. Su primera emisión fue en la NBC en 1982.

## Tarjetas
Hallmark Cards lanzó su línea de tarjetas de felicitación de Los Rescatadores con unos personajes de animales que llevaban unas camisetas con un mensaje. Las tarjetas de Los Rescatadores fueron de las más vendidas por Hallmark en aquella época, que llevó a la compañía a formar equipo con Hanna-Barbera Productions para adaptar Los Rescatadores en unos dibujos animados matinales del fin de semana y que se estrenó en la cadena de televisión NBC el 18 de septiembre de 1982.  La línea de tarjetas siguió, pero cayó en el olvido poco tiempo después de que el programa de televisión dejara de emitirse en 1985.

## Series de TV
En los dibujos animados de Los Rescatadores aparecen los personajes de Tigre (de naranja), Pandy (de rosa), Topy (de azul claro), Mapy (de rojo) y Boguey Orangután (de verde; se llamaba así porque hablaba con una voz al estilo Humphrey Bogart). Vivían en el Parque del roble y llevaban puestas unas camisetas con unos mensajes que brillaban y que reflejaban los pensamientos de los personajes. Pasaban el tiempo tomando el pelo al guarda forestal, el Sr. Dinkle, y luchando contra el crimen dentro y fuera de su ciudad Mid City. Se desplazaban rápidamente por el mundo con su vehículo, llamado transporte súper sónico, que podía convertirse en coche, avión, lancha, submarino o cualquier otro medio de transporte.  Aunque las fuerzas del orden conocían la reputación de Los Rescatadores como luchadores contra el crimen, pocas personas parecían darse cuenta de que eran animales que hablaban, incluido el Sr. Dinkle, a quien el grupo tenía a veces que engañar para mantener su secreto a salvo.
Cada episodio se dividía en segmentos de 11 minutos.  Después del éxito de los 13 episodios de la primera temporada, se hicieron otros 10 más para la segunda temporada.  Sin embargo, los dibujos cambiaron un poco y se añadió a Brinky (de amarillo) al conjunto de personajes, sin ningún tipo de contexto para su aparición en la serie.  Se produjo un cambio de liderazgo entre los personajes.  En la primera temporada, Mapy aparecía como el líder,   mientras que en la segunda temporada fue Tigre quien tomó este papel.  También en algunas historias de la segunda temporada, u omitieron totalmente a Mapy o le dieron un papel sin importancia.  La segunda temporada también añadió algunos elementos de súper héroes a la dinámica del grupo, como por ejemplo cuando el color de todas sus camisetas se cambiaba a un rojo brillante cuando se decía "es momento para Los rescatadores".
Buck, el castor (de azul blanquecino) ayudó a Los Rescatadores a utilizar un árbol como puente en El incidente de Pie Grande y les ayudó a construir un arca en El arca de Dinkle.  Durante el episodio titulado Es hora de moverse, se introdujeron 4 primos del oeste, Prairie, el perro (de rojo con chaleco negro), Fillmore, el zorro (de verde), Violeta, la mofeta (de amarillo), y Hoozitz, el búho (de lila), que no volvieron a salir más veces. En Vuelta a la naturaleza, Cubby, el oso (de rojo) ayudó a Los Rescatadores cuando un oso salvaje tenía al Sr. Dinkle acorralado y subido en un árbol.
Después del inicio en la NBC, Los Rescatadores se emitieron en la CBS los sábados por la mañana durante 1984-1985, sustituyendo a Los Biskitts en su horario. La CBS emitió episodios seleccionados de sus dos temporadas en la NBC hasta el 23 de marzo de 1985, cuando Los Biskitts volvieron al espacio de emisión para el resto de la temporada 1984-1985 
El 23 de marzo de 1985, Los Rescatadores dejaron de emitirse en televisión (salía en la CBS en aquel momento) y la franquincia de Hallmark tampoco tardó en desaparecer.  Los dibujos continuaron durante unos años como parte de la red estadounidense de dibujos animados de Cartoon Express y de Cartoon Network. Los Rescatadores continuaron transmitiéndose en otros países del mundo, incluido Boomerang.

## Episodios

### Temporada 1
1. The Case of the Golden Armor/Crumpling's Circus Caper
2. Shirt Napped/Game Masters
3. Elephant on the Loose/The Big Foot Incident
4. Horsin' Around/The Humbolt Ghost
5. Mission Mutt/Vacation for Dinkel
6. Digger Runs Away/Wingman
7. Figby the Spoiled Cat/The Commissioner is Missing
8. The Terrible Termites/Raiders of the Lost Shark
9. Moving Time/Back to Nature
10. Save the Park/Pam-Dora's Box
11. Hapless Hound/The Nearsighted Bear
12. The Magical Musical Caper/The Very Buried Treasure
13. Dinkel's Ark/The Duke of Dinkel

### Temporada 2
1. Bogey Goes Ape/Digger's Three Wishes
2. The Rain, the Park and the Robot/Digger's Double
3. Kip's Dragon/Taj Mahal Tyg
4. Double Exposure/The Outer Space Connection
5. Brass Bogey/The Forbidden Island
6. T.J.'s Visit/Pleasure Valley
7. Saturday Night Shirt Tales/Kip's Toy Caper
8. Dinkel's Buddy/The Big Set-up
9. The Ghost Out West/Dinkel's Gift
10. Mayhem on the Orient Express/The Cuckoo Count Caper

## Reparto de voces (en V.O.)
- Nancy Cartwright - Kip Kangaroo (Brinky) (solo segunda temporada)
- Bob Ogle - Digger Mole (Topy)
- Pat Parris - Pammy Panda (Pandy)
- Steve Schatzberg - Tyg Tiger (Tigre)
- Ronnie Schell - Rick Raccoon (Mapy)
- Fred Travalena - Bogey Orangutan (Boguey Orangután)
- Herb Vigran - Mr. Dinkle (Sr. Dinkle)
- William Woodson - Commissioner (Inspector) (solo primera temporada)

### Otras voces
- Richard Balin
- Joe Besser
- Joey Camen
- Victoria Carroll
- Brian Cummings
- Walker Edmiston
- Marshall Efron
- Bernard Erhard
- Laurie Faso
- Ernest Harada
- Bob Holt
- Buster Jones
- Stanley Jones
- Sherry Lynn
- Tress MacNeille
- Sparky Marcus - T.J. Tigre: el sobrino de Tigre (segunda temporada, único episodio, no reconocido)
- Kenneth Mars
- Joseph Medalis
- Howard Morris
- Henry Polic II
- Tony Pope
- Robert Ridgely
- Michael Rye
- Marilyn Schreffler
- R.J. Segall
- Michael Sheehan
- Hal Smith
- John Stephenson - Game Master (primera temporada, único episodio)
- Andre Stojka
- Jimmy Weldon
- Frank Welker
- Ted Zeigler

## Otros formatos de comunicación
- También se hicieron dos libros musicales y grabaciones, realizado por K-tel International bajo el sello "Castle Rock": A Song Saves the Park, y Sunrise Surprise. Sin embargo, las voces que se emplean para ambas canciones son solo parecidas a las reales y se presentan de manera diferente.

- Datos: Q581079